# تريسي أبرامز
تريسي أبرامز (بالإنجليزية: Tracy Abrams)‏ مواليد 6 فبراير 1992 في شيكاغو، هو لاعب كرة سلة محترف أمريكي ويحمل الرقم 13. يبلغ طوله 6 قدم 2 بوصة (1.9 م). يلعب مع الفريق الممثل لجامعة إلينوي في إربانا-شامبين.

## روابط خارجية
- تريسي أبرامز على موقع كلية كرة السلة في سبورتس رفرنس.كوم (الإنجليزية)
- تريسي أبرامز على موقع ريلجم (الإنجليزية)
- تريسي أبرامز على موقع بروبوليرز (الإنجليزية)